# Vince Young
Vincent Paul "Vince" Young Jr. (født 18. maj 1983 i Houston, Texas, USA) er en tidligere amerikansk footballspiller, der spillede i NFL som quarterback for Philadelphia Eagles og Tennessee Titans. I sin debutsæson blev Young valgt til Pro Bowl, ligaens All-Star kamp.

## Klubber
- Tennessee Titans (2006−2010)
- Philadelphia Eagles (2011)